# Amyris (azienda)
Amyris, Inc. è una società di biotecnologia sintetica e chimica rinnovabile con sede a Emeryville, California. Amyris serve i mercati di specialità chimiche e ad alte prestazioni, aromi e fragranze, ingredienti cosmetici, prodotti farmaceutici e nutraceutici.
La società è quotata al NASDAQ dal 28 settembre 2010 (AMRS).